# 刁玄
刁 玄（ちょう げん、生没年不詳）は、中国三国時代の呉の政治家。揚州丹陽郡当塗県の人。

## 生涯
黄龍元年（229年）、孫権が皇帝に即位すると長男の孫登は皇太子となり、太子四友と呼ばれた諸葛恪・張休・顧譚・陳表の4人はそれぞれ左輔・右弼・輔正・翼正都尉に任じられた。その時に、刁玄・謝景・范慎・羊衜の4人も同時期に賓客として招かれたため、東宮は多士済々という評判を取り活気づいたという。刁玄は五官中郎将に任じられた。
赤烏4年（241年）、孫登が亡くなったときに、その死に臨んで孫権への上疏の手紙の中に、「刁玄は度量の広い人物で、ひたすら道の真髄をふみ行っている」という評価がある。
孫亮の時代に、刁玄は侍中となった。その後の消息は不明だが、孫晧の時代まで呉に仕えたという。

## 逸話
孫亮が西苑に出御した時、生の梅の実を食べようとして、黄門職の宦官に宮中の倉庫に行って蜂蜜を取ってこさせ、それに梅の実をひたそうとした。蜂蜜の中には鼠の糞が入っていた。孫亮は倉庫の役人を呼んで詰問したところ、倉庫の役人は叩頭するばかりであった。孫亮が尋ねると、倉庫の役人は、蜂蜜を黄門に渡していないと言い、黄門は、倉庫の役人から蜂蜜を受け取ったと言い争った。侍中の刁玄と張邠は「黄門と倉庫の役人とでは、申し述べるところが食い違っております。裁判官にわたして事実を究明させられますように」と申し上げたが、孫亮は「こんなことは簡単にわかる」と言い、鼠の糞を持ってこさせて割ったところ、糞の内部は乾いていた。孫亮は大いに笑い、刁玄と張邠に「もし糞がもとから蜂蜜の中にあったのなら、外から内までみな湿っているはずだ。ところがこれは、外側は湿っていても内側は乾いている。黄門のしわざであること、間違いない」と述べた。黄門は、自分のしたことだと罪を認めた。お付きの者たちは、孫亮の智慧に皆驚きつつ畏れたという。
また、太平2年（257年）、孫覇の子の孫基が孫亮の馬を盗んで乗ったという事で、獄に下され裁判に付された。孫亮は刁玄に「皇帝の馬を盗んで乗った罪はいかほどか？」と尋ねた。刁玄は「その罪科は死刑にあたります。ただ魯王（孫覇）さまも早く亡くなっておられますので、どうか陛下にはお哀れみを垂れられ、孫基さまをお赦しくださいますように」と答えた。孫亮は「法というものは天下のすべての者に平等に適用されるものだ。どうして身内だからといって特別の配慮をしてやることができよう。おまえは彼の罪を赦してやることのできる法的な道を考えるべきであって、どうして私に感情論で迫ろうなどするのか」と言った。刁玄は「元来、恩赦にはその範囲に大小がございます。ある場合は天下全体に及び、また千里、五百里といった範囲の恩赦もあって、その及ぶ範囲は陛下の御意のままなのでございます」と答えた。孫亮は言った「人を納得させるには、そうでなければならぬ」。そこで孫亮は宮中の範囲で恩赦を行い、孫基はそのため刑を免れることができたという。
刁玄が蜀へ使者として赴いたときに、司馬徽と劉廙とが論じた、国家の命運と帝位のゆくえに関する議論の書物を手に入れた。刁玄は、その文章に勝手に手を入れて引き延ばし、それをもとに呉の人々にデマを流した。「黄色い旗と紫の蓋とが東南に出現し、最後に天下を有するのは、荊州・揚州の主君であろう」。これに加え、中原からの投降者を捕まえたところ、寿春の城下では「呉の天子が間もなく上ってくる」というはやり歌が唄われている、と言った。孫晧はこうしたことを聞いて大いに喜び、「これぞ天命なのだ」といって、すぐさま母親や妻子、それに数千人の宮女たちを車に乗せ、牛渚から陸路を取って西へ向かった。青い蓋を掲げて洛陽へ入り、天の命ずるところに応じるのだと称した。進み行くうちに大雪にあい、道はこわれ、兵士たちは武装をつけたまま、百人一組となって一台の車を引いた。寒さのためにみな半死半生であった。兵卒は苦しみに堪えず、口々に「もし敵に遭遇したら、敵といっしょになって呉へ刃を向けるのだ」といった。孫晧はこのことを聞き、やむをえず都に戻ったという。